# 37609 LaVelle
37609 LaVelle è un asteroide della fascia principale. Scoperto nel 1992, presenta un'orbita caratterizzata da un semiasse maggiore pari a 2,5616518 UA e da un'eccentricità di 0,1559332, inclinata di 8,27652° rispetto all'eclittica.